# Julio Busquets

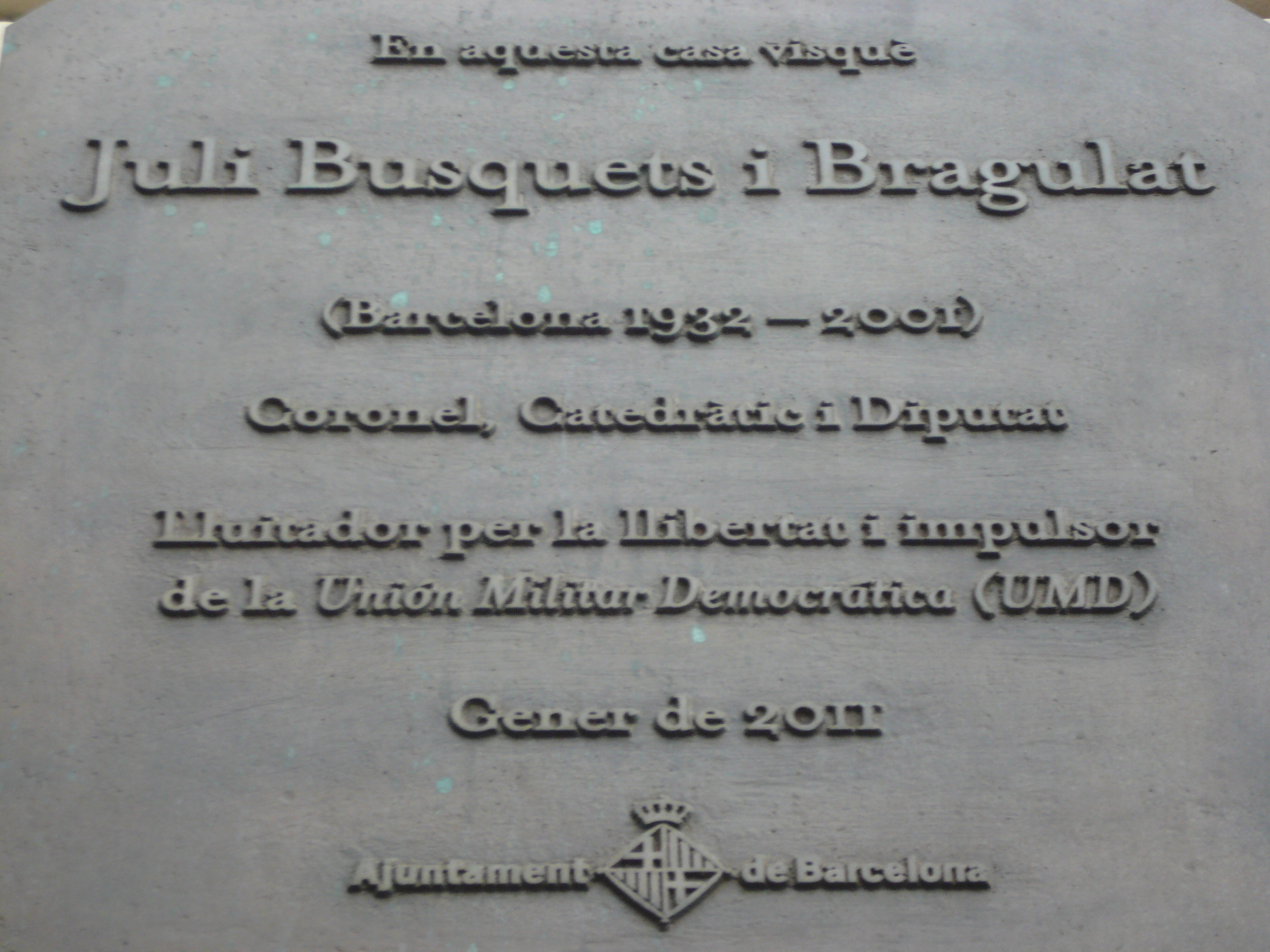
Placa conmemorativa en la calle Laforja, 19, Barcelona (España)

Julio Busquets Bragulat (Barcelona, 16 de mayo de 1932 - id., 21 de julio de 2001) fue un militar, político y profesor universitario español.

## Biografía

#### Trayectoria militar
Hijo de un médico de la Guardia Civil y nieto de un general, ingresó en la Academia General Militar (IX Promoción) en 1950 y se graduó en 1954 con el empleo de Teniente de Ingenieros. Estuvo destinado en el Grupo de Ingenieros de la División de Caballería (Alcalá de Henares) y en la Escuela de Aplicación de Ingenieros (Hoyo de Manzanares). Entre 1958 y 1962 fue alumno de la Escuela de Estado Mayor en Madrid y estudió simultáneamente Ciencias Políticas en la Universidad Complutense. 
En 1962 ascendió a Capitán y, tras recibir el diploma de Estado Mayor, fue destinado al Estado Mayor de la Capitanía General de la IV Región Militar, con sede en Barcelona. Allí, además de sus labores militares, fue profesor adjunto en la Facultad de Ciencias Económicas en la Universidad de Barcelona. Entre 1970 y 1974 estuvo en situación de supernumerario para dedicarse en exclusiva a la enseñanza.
Volvió al servicio activo en 1974, año en que ascendió a Comandante. Estuvo destinado sucesivamente en Jaén, Barcelona y Salamanca. En 1977 dejó el servicio activo para presentarse a las primeras elecciones democráticas como candidato socialista al Congreso de los Diputados. Años más tarde obtendría el empleo de Coronel en la Reserva.
Mantuvo actitudes críticas dentro el ejército que le valieron varias sanciones. Entre 1951 y 1959 formó parte de Forja, una asociación católica para militares fundada en Coca (Segovia) en 1951 e inspirada por el entonces capitán Luis Pinilla Soliveres y el padre Llanos, con un espíritu cristiano renovador y progresista. Forja, asociación a la que pertenecieron mumerosos oficiales, sería disuelta por el mando militar en 1959. Busquets siguió, sin embargo, escribiendo en la minoritaria revista Pensamiento y Acción, dirigida por el coronel Delgado Piñar, que fue clausurada en 1961. 
En 1970 se dirigió por carta, junto con 10 oficiales más, al entonces príncipe Juan Carlos y al teniente general Manuel Díez-Alegría para pedir la apertura política del régimen. El 31 de agosto de 1974, fue uno de los fundadores de la Unión Militar Democrática, de la cual fue primer secretario. Arrestado por las autoridades militares en febrero de 1975, fue condenado a seis meses de prisión, que cumplió en el penal de El Hacho, en Ceuta. Ello le libró de ser arrestado el 28 de julio de 1975 junto con otros destacados miembros de la UMD, que serían posteriormente apartados del servicio activo por sentencia de un Consejo de Guerra. En 1977, la UMD fue disuelta, y Busquets, Comandante de Ingenieros, dejó el ejército para dedicarse a la docencia y presentarse a las elecciones generales como independiente en la candidatura de Socialistes de Catalunya, obteniendo un escaño por la provincia de Barcelona. Busquets rompió la disciplina de voto al votar en contra de la Ley de Amnistía, al no considerar aquella a los militares de la UMD.

#### Trayectoria académica
En 1966 obtuvo el doctorado en Sociología por la Universidad Complutense, con calificación de cum laude. En 1967 procedió a publicar su tesis, El militar de carrera en España sin pedir el preceptivo nihil obstat que, como miembro del Ejército, debían otorgarle los mandos militares. Por ello, el libro, ya en su segunda edición, fue secuestrado y Busquets, sometido a juicio por injurias al Ejército, aunque finalmente absuelto. En 1969, Busquets comenzó a dar clases en la Universidad Autónoma de Barcelona.
En 1987, Busquets obtuvo la cátedra de Ciencias Políticas en la Autónoma de Barcelona. Tras su abandono de la política activa en 1993, se dedicó en exclusiva a la docencia. En 1999 publicó sus memorias, Militares y demócratas. Memorias de un fundador de la UMD y diputado socialista.

#### Trayectoria política
En agosto de 1977 ingresó en la Federación Catalana del PSOE. Busquets repitió escaño, ya por el PSC, formado en 1978 por la fusión de los tres partidos socialistas catalanes, en las elecciones de 1979, 1982, 1986 y 1989. En el Congreso de los Diputados se especializó en cuestiones de Defensa, aunque también participó en el debate sobre la ilegalización del fascismo a propuesta del diputado canario Fernando Sagaseta. Defendió, en su caso, que la libertad «total» era algo muy «decimonónico» pero «muy poco actual», y que «la defensa de la libertad exige limitar la libertad de aquellos que quieren destruirla». Fue Vicepresidente de la Comisión de Defensa durante la III Legislatura.

## Vida personal
Casado con Montserrat Barenys, tuvo tres hijos.

## Obras publicadas
- El militar de carrera en España (1967). Tesis doctoral.
- Introducción a la sociología de las nacionalidades (1971).
- Pronunciamientos y golpes de Estado en España (1982).
- Militares y demócratas. Memorias de un fundador de la UMD y diputado socialista (1999)
- Ruido de sables: las conspiraciones militares en la España del siglo XX (2003), con Juan Carlos Losada Malvárez.